# فرحان حساني
فرحان حساني Ferhan Hasani (بالمقدونية: Ферхан Хасани)‏، من مواليد 18 يونيو 1990 في تيتوفو في يوغوسلافيا، لاعب كرة قدم مقدوني لعب سابقاً مع نادي الرائد السعودي.

## روابط خارجية
- فرحان حساني على موقع الاتحاد الدولي (مؤرشف)  (الإنجليزية)
- فرحان حساني على موقع الاتحاد الأوربي (الإنجليزية)
- فرحان حساني على موقع قاعدة بيانات كرة القدم.إي يو (الإنجليزية)
- فرحان حساني على موقع ناشيونال فوتبول تيمز (الإنجليزية)
- فرحان حساني على موقع Soccerway.com (الإنجليزية)
- فرحان حساني على موقع عالم كرة القدم.نت (الإنجليزية)
- فرحان حساني على موقع AS.com (الإسبانية)